# Simplon-alagút

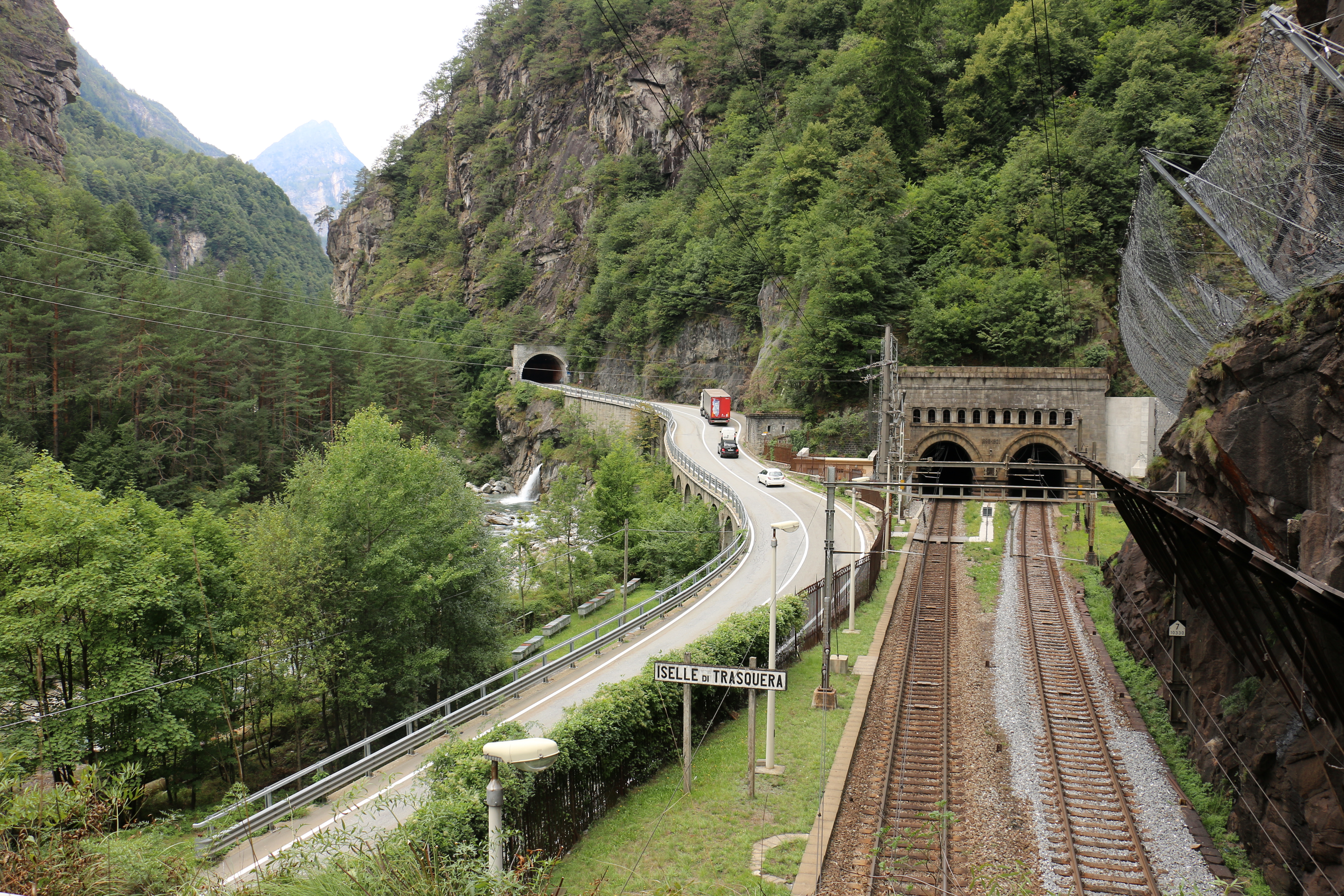
Az alagút déli bejárata

A Simplon-alagút egy 19 800 méter hosszúságú nemzetközi vasúti alagút a svájci Brig és az olaszországi Domodossola között a Lepontini-Alpok alatt. Az alagút 76 évig a világ leghosszabb alagútja címet is viselhette, míg Japánban meg nem nyílt 1982-ben a 22 200 méter hosszúságú Daishimizu-alagút. Az alagút két egyvágányú alagútból áll, a rajta átvezető vasútvonal normál nyomtávolságú, 15 kV 16,7 Hz-cel villamosttott. Egyaránt zajlik rajta keresztül személy- és teherforgalom is.
A Simplon-vasútvonal halad rajta keresztül, mely összeköti a svájci Lausanne-t Brigen keresztül az olaszországi Domodossolával.